# Autovía A-12
Die Autovia A-12 oder Autovía del Camino ist eine Autobahn in Spanien. Die Autobahn beginnt in Pamplona und endet in Burgos.

## Abschnitte
| Position | Kurzbezeichnung des Abschnitts | Abschnitt                                             | km   | Eröffnung  |
| -------- | ------------------------------ | ----------------------------------------------------- | ---- | ---------- |
| 1        | A-12                           | Zizur Mayor A-15-Puente la Reina                      | 11,7 | 2005       |
| 2        | A-12                           | Variante Puente la Reina                              | 6,9  | 2004       |
| 3        | A-12                           | Puente la Reina-Estella-Lizarra                       | 12,3 | 2005       |
| 4        | A-12                           | Estella-Lizarra-Los Arcos                             | 14   | 2006       |
| 5        | A-12                           | Los Arcos-Viana                                       | 14   | 2006       |
| 6        | A-12                           | Viana-LO-20                                           | 6,5  | 2015       |
| 7        | LO-20                          | Umfahrung Logroño                                     | 8    | 1999       |
| 8        | A-12                           | Variante Navarrete                                    | 5,5  | 2002       |
| 9        | A-12                           | Navarrete-Nájera                                      | 9,5  | 2007       |
| 10       | A-12                           | Nájera-Hormilla                                       | 3,71 | 2008       |
| 11       | A-12                           | Hormilla-Hervías                                      | 11,1 | 2014       |
| 12       | A-12                           | Hervías-Santo Domingo de la Calzada/Grañón            | 10,6 | 2012       |
| 13       |                                | Santo Domingo de la Calzada/Grañón-Villamayor del Río | 14,4 | im Bau     |
| 14       |                                | Villamayor del Río-Villafranca Montes de Oca (BU-703) | 16,6 | in Planung |
| 15       |                                | Villafranca Montes de Oca-Ibeas de Juarros            | 23,5 | in Planung |
| 16       |                                | Ibeas de Juarros-Burgos                               | 4,2  | im Bau     |

## Streckenverlauf

### Abschnitt Pamplona-Logroño
| Position | km    | Abschnitt                                                            | Anschluss an                              |
| -------- | ----- | -------------------------------------------------------------------- | ----------------------------------------- |
| 1        |       | Pamplona                                                             |                                           |
| 2        | 0     | Donostia-San Sebastián Madrid                                        | Umfahrung Pamplona west                   |
| 3        | 5     | Zizur Mayor                                                          |                                           |
| 4        | 6     | Galar                                                                | NA-6004                                   |
| 5        | 9     | Astráin                                                              | NA-1110                                   |
| 6        |       | El Perdón (Tunnel)                                                   |                                           |
| 7        | 14    | Uterga-Legarda                                                       | NA-1110                                   |
| 8        | 18    | Puente la Reina-Obanos                                               | NA-601                                    |
| 9        | 21    | Puente la Reina                                                      | NA-1110                                   |
| 10       | 23–24 | Puente la Reina                                                      | NA-1110                                   |
| 11       | 25    | Mañeru                                                               | NA-1110                                   |
| 12       | 27    | Cirauqui                                                             | NA-1110                                   |
| 13       | 31    | Alloz                                                                | NA-1110                                   |
| 14       | 34    | Lorca-Lácar                                                          | NA-1110                                   |
| 15       | 36    | Villatuerta                                                          | NA-1110                                   |
| 16       | 39    | Estella-Tafalla                                                      | NA-132                                    |
| 17       | 41    | Estella-Calahorra                                                    | NA-122                                    |
| 18       | 44    | Estella Kloster-Irache                                               | NA-1110                                   |
| 19       | 45S   | Azqueta                                                              |                                           |
| 20       | 48    | Villamayor de Monjardín-Luquin                                       | NA-1110                                   |
| 21       | 51    | Luquin-Los Arcos                                                     | NA-1110                                   |
| 22       | 58    | Los Arcos-Sesma-Lodosa                                               | NA-129                                    |
| 23       | 67    | Lazagurría-Armañanzas                                                |                                           |
| 24       | 76    | Mendavia-Viana                                                       | NA-134                                    |
| 25       | 78    | Saragossa-Flughafen Logroño-Agoncillo-Logroño-Soria-Burgos-Santander | LO-20 N-232 E-804 Ap-68 LO-20 N-111 N-232 |
| 26       |       | Logroño                                                              |                                           |

### Abschnitt Logroño-Grañon
| Position | km  | Abschnitt                                                  | Anschluss an           |
| -------- | --- | ---------------------------------------------------------- | ---------------------- |
| 1        |     | Pamplona                                                   | LO-20                  |
| 2        | 2   | Pamplona                                                   | A-12                   |
| 3        | 4A  | Logroño-Varea-Industriegebiet-La Portalada (nord)          |                        |
| 4        | 4B  | Logroño-Industriegebiet-La Portalada (süd)                 |                        |
| 5        | 6   | Logroño-Avenida de la Paz-Villamediana-Viana               | N-232 A-68 LR-250 A-13 |
| 6        | 7   | Logroño-Calle Piqueras-Villamediana-Viana-Varea            | N-232 A-68 LR-250 A-13 |
| 7        | 8   | Logroño-Avenida Madrid                                     |                        |
| 8        | 9   | Logroño-Calle de Chile-Calle de Portillejo-Soria-Saragossa | N-111 AP-68 E-804      |
| 9        | 10  | Logroño -Calle del Prado Viejo                             |                        |
| 10       | 11  | Logroño-Avenida de Burgos                                  |                        |
| 11       | 13  | Área de Servicio – Cambio de Sentido                       |                        |
| 12       |     | Área de Servicio                                           |                        |
| 13       | 17  | Burgos                                                     | A-12                   |
| 14       | 94  | Vitoria-Gasteiz – Santander -Logroño                       | N-232 LO-20            |
| 15       | 96  | Navarrete (nord)-Miranda de Ebro-Bilbao                    | LR-137 AP-68 E-804     |
| 16       | 98  | Navarrete (west)- Sotés                                    | N-120 LR-442           |
| 17       | 102 | Ventosa                                                    | LR-341                 |
| 18       | 107 | Nájera (ost)-Alesón-Huércanos                              | LR-136 LR-427          |
| 19       | 110 | Nájera (nord) – Uruñuela                                   | LR-113                 |
| 20       | 113 | Nájera (west) – Hormilla                                   | N-120 LR-313           |
| 21       | 118 | Azofra                                                     | N-120 LR-206           |
| 22       | 120 | Alesanco                                                   | N-120 LR-312           |
| 23       | 126 | Hervías                                                    | N-120 LR-326           |
| 24       | 127 | Santo Domingo de la Calzada (ost) - Ezcaray                | N-120a                 |
| 25       | 130 | Santo Domingo de la Calzada-Casalarreina-Haro Bañares      | LR-111 LR-203          |
| 26       |     | weiter Richtung Burgos via N-120                           | N-120                  |

## Größere Städte an der Autobahn
- Pamplona
- Logroño
- Burgos